# Lars Svensson (ornitolog)
Lars Gunnar Georg Svensson (* 30. března 1941 Švédsko) je švédský ornitolog, grafický designér, autor a vydavatel ornitologických určovacích příruček. Zabývá se především palearktickou avifaunou.

## Životopis
V letech 1961 až 1966 byl Svensson kroužkovatelem a strážcem na ornitologické stanici Capri v Castello di „Barbarossa“. Od roku 1961 do roku 1965 pracoval pro ornitologickou stanici Ottenby na ostrově Öland. V roce 1964 ukončil zdárně studium grafického designu na DGI Grafiska Institutet ve Stockholmu. Od roku 1971 do roku 1977 byl členem předsednictva Švédské ornitologické společnosti (Sveriges Ornitologiska Förening, SOF). Od roku 1971 do roku 1974 byl vydavatelem časopisu Vår Fågelvärld, oficiálního časopisu SOF. V roce 1972 založil Švédskou faunistickou komisi, které v letech 1972–1987 předsedal. Od roku 1974 do roku 1983 byl členem názvoslovné komise SOF. Svensson je členem taxonomické komise SOF, členem BOURC (British Ornithologist’s Union’s Records Committee, faunistické komise Britské ornitologické unie (British Ornithologists’ Union) a Asociace evropských faunistických komisí (Association of European Records and Rarities Committees, AERC).
Svenssonovou oblastí zájmu je rozpoznávání, určování věku a pohlaví ptáků, jejich migrace, taxonomie, názvosloví, bioakustika a studium muzeálních sbírek ve Švédsku, Dánsku, Anglii a Rusku. Dále je vedoucím exkurzí za pozorováním ptáků.
Lars Svensson je autor velkého počtu určovacích příruček a vědeckých článků. Jeho nejvýznamnější dílo je Fågelguiden: Europas och Medelhavsområdets fåglar i fält, které prvně vyšlo v roce 1999. Příručka vyšla ve dvou dalších doplněných a rozšířených vydáních v letech 2010 a 2022. V roce 2012 vyšla kniha v českém odborném překladu Roberta Doležala pod názvem Ptáci Evropy, severní Afriky a Blízkého východu v plzeňském nakladatelství Ševčík a následně se dočkala několika dotisků a přepracovaného vydání v roce 2016. Lars Svensson na knize spolupracoval s Peterem J. Grantem a ilustrátory Killianem Mullarneym, Danem Zetterströmem a Larrym McQueenem.
Svensson popsal dva nové taxony – v roce 2013 poddruh Sylvia cantillans iberiae a v roce 2015 poddruh Fringilla coelebs harterti. V letech 2008 a 2009 napsal pro Journal of Avian Biology a časopis BirdingAsia příspěvek o znovuobjevení rákosníka severoindického (Acrocephalus orinus) v Thajsku a Afghánistánu mezi lety 2006 a 2008.
Svensson žije se svou ženou, designérkou Lenou Rahoult, která byla mezi lety 2009 až 2014 ředitelkou Státního centra pro architekturu a design (Statens centrum för arkitektur och design) ve Stockholmu, ve městě Torekov v jihozápadním Švédsku.

## Ocenění
V roce 1985 se Svensson stal čestným kroužkovatelem British Trust of Ornithology. V roce 1994 byl oceněn Letterstetdska Författerpriset za autorství Královskou švédskou akademií věd. V roce 2004 obdržel Svensson čestný doktorát Uppsalské univerzity. A ve stejném roce se stal čestným členem Španělské ornitologické společnosti (Sociedad Española de Ornitología).

## Dílo
Výběr z díla Larse Svenssona:
- Bestämningsguide för vissa tättingar. 1964 (autor a ilustrátor)
- Identification Guide to European Passerines. 1970. (nové vydání 1975, 1984 a 1992, autor a ilustrátor)
- spoluautor Håkan Delin: The Hamlyn Guide to the Birds of Britain and Europe. 1970. (přepracované vydání 1986 a 1992)
- Fågellokaler i Sverige. 1972. (4. vydání, 1985)
- Sveriges fågler. 1978. (vydavatel)
- Collins Guide to the Birds of Britain and Europe. 1980.
- Soviet Birds. 1984. (kazeta)
- spoluautor Håkan Delin: Photographic Guide to the Birds of Britain and Europe. 1988.
- spoluautor Benny Andersson a Dan Zetterström: Fågelsång i Sverige: 90 välkända fåglars läten. 1990. (CD, kazeta a kniha)
- spoluautor Peter J. Grant: Fågelguiden: Europas och Medelhavsområdets fåglar i fält. Ilustrátor Killian Mullarney, Dan Zetterström a Larry McQueen. 1999.
- Collins Bird Guide. 1999. (anglické vydání monografie Fågelguiden: Europas och Medelhavsområdets fåglar i fält)
  - Ptáci Evropy, severní Afriky a Blízkého východu. Praha: Svojtka&Co, 2004.
- spoluautor Jan Pedersen: Fågelsång. 2009.
- spoluautor Peter J. Grant: Fågelguiden: Europas och Medelhavsområdets fåglar i fält. Ilustrátor Killian Mullarney, Dan Zetterström. 2010. (2. rozšířené vydání)
  - Ptáci Evropy, severní Afriky a Blízkého východu. Plzeň: Ševčík, 2012. ISBN 978-80-7291-224-7. (rozšířené vydání)
- Handbook of Western Palearctic Birds. Band 1: Passerines: Larks to Warblers. 2018 (spoluautor Hadoram Shirihai).
- Handbook of Western Palearctic Birds. Band 2: Passerines: Flycatchers to Buntings. 2018 (spoluautor Hadoram Shirihai).
  - Ptáci: Pěvci Evropy, Blízkého východu a severní Afriky. 2 svazky. Praha: Universum, 2021. ISBN 978-80-242-7675-5.
- Fågelguiden: Europas och Medelhavsområdets fåglar i fält. Ilustrátor Killian Mullarney, Dan Zetterström. 2022. (3. rozšířené vydání)